# Hubert Bronk
Hubert Aleksander Bronk (ur. 16 maja 1940 w Sierakowicach) – polski inżynier i ekonomista, profesor zwyczajny Uniwersytetu Szczecińskiego, w latach 1993–1999 rektor tej uczelni, specjalista w zakresie: transport i logistyka, ekonomika i organizacja transportu, ekonomika przedsiębiorstwa, międzynarodowy transport i spedycja.

## Życiorys
W 1964 ukończył studia na Politechnice Szczecińskiej. Został nauczycielem akademickim tej uczelni. W 1969 uzyskał stopień naukowy doktora, a w 1974 habilitację. Tytuł naukowy otrzymał w 1987. W 1991 został profesorem zwyczajnym.
Od 1985 jest nauczycielem akademickim Uniwersytetu Szczecińskiego. Zajmował tam stanowiska dziekana Wydziału Transportu i Łączności, rektora (1993–1999) oraz dyrektora Instytutu Transportu i Logistyki (2001–2002).

## Odznaczenia
- Krzyż Kawalerski Orderu Odrodzenia Polski (1987)
- Złoty Krzyż Zasługi (1978)
- Medal Komisji Edukacji Narodowej (1991)[5]